# Megophyra intraalaris
Megophyra intraalaris är en tvåvingeart som beskrevs av Fritz Isidore van Emden 1965. Megophyra intraalaris ingår i släktet Megophyra och familjen husflugor. Inga underarter finns listade i Catalogue of Life.